# Catharina Elmsäter-Svärd

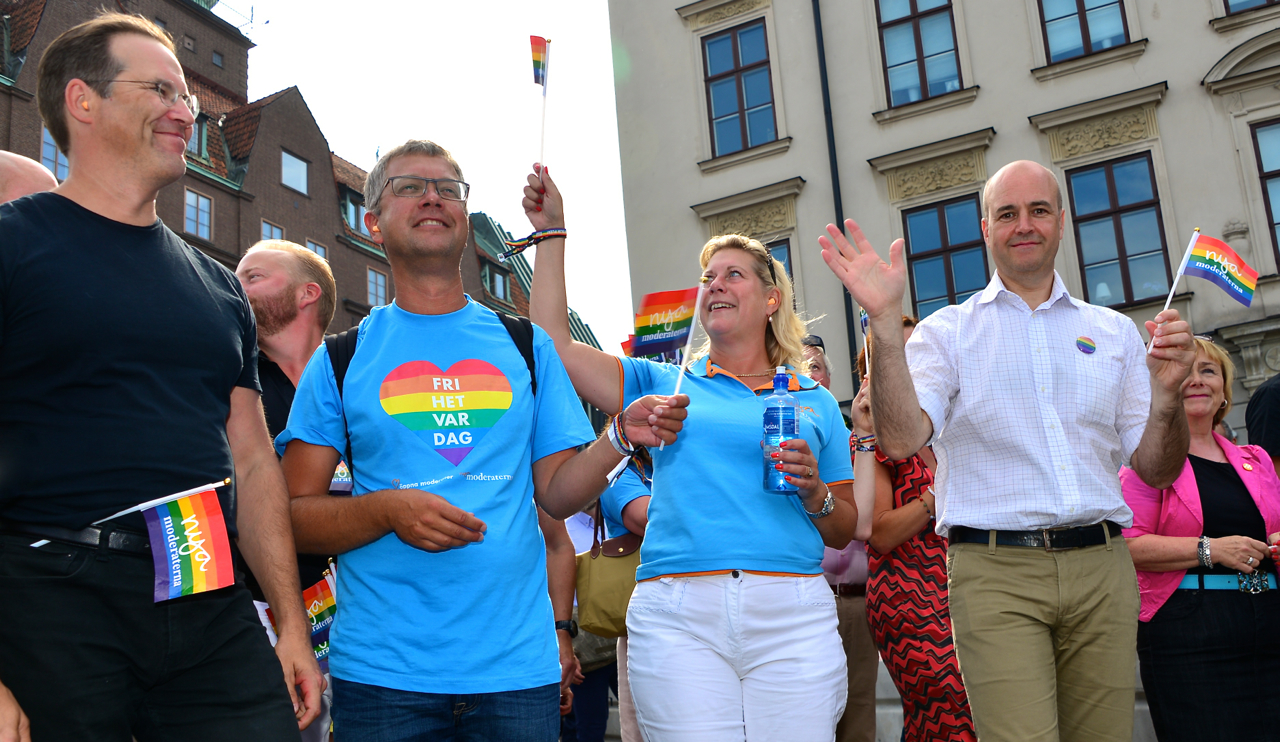
Moderaterna i prideparaden under Stockholm Pride 2014. Från vänster: Anders Borg, Kent Persson, Catharina Elmsäter-Svärd, Fredrik Reinfeldt och Beatrice Ask.

Catharina Sabine Maria Laurine Elmsäter-Svärd, född 23 november 1965 i Järfälla, är en svensk politiker (moderat) och företagsledare.
Elmsäter-Svärd var riksdagsledamot 1997–2008 samt 2014, landstingsråd 2008–2010 och infrastrukturminister 2010–2014. Sedan 2017 är hon vd för branschorganisationen Byggföretagen. 

## Biografi
Catharina Elmsäter-Svärd är uppvuxen och bor i Enhörna utanför Södertälje. Hon är gift och har två barn.
Hon blev medlem i Moderat skolungdom på högstadiet och blev i början av 1980-talet den första kvinnliga ordföranden för Moderata ungdomsförbundet i Södertälje.
Elmsäter-Svärd gick en tvåårig utbildning på RMI-Berghs 1987–1989 och är diplomerad marknadsekonom med inriktning på försäljning. Hon var chef för Stadshotellet i Södertälje mellan 1987 och 1994.
Hon var oppositionsråd i Södertälje kommun för Moderaterna 1995–1997, tjänstgjorde en kort tid som ersättare i riksdagen 1996 och blev året därpå ordinarie riksdagsledamot för Stockholms läns valkrets. Under sin tid som riksdagsledamot 1997–2008 var hon ordförande i miljö- och jordbruksutskottet 2003–2006 och i arbetsmarknadsutskottet 2006–2008. Därutöver var hon ledamot i miljö- och jordbruksutskottet 1998–2001, utbildningsutskottet 2001–2002 och trafikutskottet 2002. Hon var även ordförande för sammansatta utrikes- miljö- och jordbruksutskottet under 2003, ledamot i krigsdelegationen 2002–2008 och vice gruppledare för den moderata riksdagsgruppen 2006–2008. Hon var 2001–2005 ordförande för Moderatkvinnorna.
I februari 2008 utsågs Elmsäter-Svärd till ny ordförande för landstingsstyrelsen och finanslandstingsråd i Stockholms läns landsting. I den rollen var hon en av de drivande krafterna bakom projektet med Nya Karolinska sjukhuset och i en artikel i juli 2018 i Svenska Dagbladet konstateras det att hon var "[h]ögst ansvarig för besluten att gå vidare med bara en anbudsgivare, att landstinget skulle finansiera sjukhuset med en OPS-lösning och skrev under själva kontraktet med projektbolaget SHP."
Hon utsågs vid regeringsombildningen 5 oktober 2010 till infrastrukturminister i regeringen Reinfeldt med placering i Näringsdepartementet. Efter försvarsminister Sten Tolgfors avgång 29 mars 2012 var hon även tillförordnad försvarsminister under några veckor.
I riksdagsvalet 2014 blev Elmsäter-Svärd återigen invald i riksdagen. Regeringen avgick som en följd av valet och Elmsäter-Svärd utsågs i oktober 2014 till vice ordförande i näringsutskottet och Moderaternas näringspolitiska talesperson, men hon valde i december samma år att avgå från riksdagen och lämna politiken helt.
Hon är sedan 1 oktober 2017 vd för bransch- och arbetsgivarorganisationen Byggföretagen. Under 2015–2019 var hon ordförande för ishockeyklubben Södertälje SK.